# Кыргызская государственная медицинская академия имени И. К. Ахунбаева
Кыргызская государственная медицинская академия им. И. К. Ахунбаева (кирг. Иса Ахунбаев атындагы Кыргыз мамлекеттик медициналык академиясы) — ведущее высшее медицинское учебное заведение Кыргызской Республики.

## История
В соответствии с Постановлением Совета Народных Комиссаров Кыргызской ССР от 16 апреля 1939 года было принято решение «об открытии с 1 сентября 1939 года в городе Фрунзе Кыргызский Государственный медицинский институт, с набором на 1 курс 200 человек студентов». Фундамент высшей медицинской школы закладывали профессора и преподаватели из Москвы, Санкт-Петербурга, Харькова и Киева. В 1943 году состоялся первый выпуск студентов медицинского института — 120 врачей.
В организации института неоценимое содействие оказали 1-й Московский, Ленинградский, Алма-атинский, Ташкентский и другие медицинские институты. Они оказывали консультативное и организационное содействие, обеспечивали медицинской литературой и направляли педагогические кадры для постоянной работы в институте.
В 1943 году состоялся первый выпуск студентов института в количестве 120 человек, и всего в этот год было выпущено 250 врачей. После окончания войны с 1948 года начался переход на 6-летний срок обучения.
В 70-х годах в решении проблем физиологии, патологии, адаптации организма к горным условиям медицинский институт становится ведущим в СССР.
В 1996 году указом Президента Кыргызской Республики институт реорганизован в Кыргызскую государственную медицинскую академию. 25 сентября 2008 года Указом Президента Кыргызской Республики Кыргызской государственной медицинской академии присвоено имя И. К. Ахунбаева.
В настоящее время в КГМА имеются лечебный, педиатрический, стоматологический факультеты, факультет по обучению иностранных граждан и Институты фармации, Высшего сестринского образования, Управления и общественного здравоохранения, Медицинское училище. Кроме этого, функционируют Институт последипломного обучения КГМА, Научно — исследовательский институт фундаментальных проблем медицины и биологии и Центр Международного сотрудничества. Академия готовит врачей для стран дальнего и ближнего зарубежья, обучение ведётся на русском и английском языках.
За время существования ВУЗа было подготовлено более 30 000 врачей. Фундамент высшей медицинской школы закладывали профессора и преподаватели из Москвы, Санкт-Петербурга, Харькова и Киева.

## Факультеты
Факультет общественного здравоохранения [ МПД медико-профилактическое дело] открыт с 1998 года. Осуществляет подготовку менеджеров здравоохранения и специалистов медико-профилактического дела для работы в системе общественного здравоохранения. Срок обучения — 5 лет. Язык обучения — русский.
Лечебный факультет открыт в 1939 году. Готовит врачей по специальности «Лечебное дело». В настоящее время на факультете обучаются около 1500 студентов. Срок обучения — 6 лет. Язык обучения — русский, киргизский.
С 1942 по 1944 в Киргизском мединституте работали и учились эвакуированные преподаватели и студенты 2-го Харьковского медицинского института.
Педиатрический факультет существует с 1956 года. Выпускникам факультета присваивается квалификация врача по специальности «Педиатрия». Срок обучения — 6 лет. Язык обучения — русский, киргизский.
Факультет фармации существует с 1981 года. Готовит провизоров по специальности «Фармация». Срок обучения — 5 лет. Язык обучения — русский. Вечернее отделение (второе высшее образование): на базе среднего фармацевтического — 3 года, на базе высшего медицинского, биологического и химического образования — 2,5 года. Постдипломная подготовка: 3-месячные курсы повышения квалификации фармацевтов и провизоров, 2-недельные предаттестационные курсы.
Стоматологический факультет открыт с 1960 года. По окончании факультета присваивается квалификация врача по специальности «Стоматология». Срок обучения — 5 лет. Язык обучения — русский, киргизский.
Факультет высшего сестринского образования существует с 1998 года. Готовит специалистов сестринского дела по специальности «Менеджер сестринского дела, преподаватель». Срок обучения на базе общего среднего образования — 5 лет, на базе среднего специального образования — 4 года. Язык обучения — русский, киргизский.
Факультет для иностранных граждан основан на базе отделения с английским языком обучения лечебного факультета, открытого в 2001 году. Выпускники факультета получают квалификацию врача по специальности «Лечебное дело». Обучение ведётся на английском языке по интегрированной системе. Срок обучения — 6 лет.
Факультет последипломного медицинского образования осуществляет последипломную подготовку (ординатуру и специализацию) на русском языке и по ряду специальностей на английском языке по следующим направлениям:

## Специальности

### Специальности общего профиля
семейная медицина, хирургия, терапия, педиатрия, акушерство и гинекология, стоматология. Срок обучения — 5-6 лет.

### Специализированные направления
нейрохирургия, микрохирургия, пластическая хирургия, психотерапия, детская аллергология, неонатология, детская кардиоревматология и др. Срок обучения — 2-5 лет.

### Профильные специальности
анестезиология и реаниматология, неврология, инфекционные болезни, онкология, психиатрия, дерматовенерология, рефлексотерапия, нефрология, травматология, урология, оториноларингология, офтальмология, фтизиатрия, пульмонология, наркология, гастроэнтерология, клиническая фармакология, эндокринология, гематология и трансфузиология, кардиология и др. Срок обучения — 2-5 лет.

### Специальности, не предусматривающие лечебную деятельность
врач общественного здравоохранения, эпидемиолог, рентгенолог, эндоскопист, вирусолог и др. Срок обучения — 2 года. По окончании выпускники проходят государственную аттестацию с получением сертификата на право самостоятельной работы.
Выпускники высших медицинских учебных заведений после прохождения последипломной подготовки могут обучаться в аспирантуре. Обучение ведётся только на русском языке, очно (срок обучения 3 года) и заочно (4 года) на бюджетной и контрактной основах.

## Учебная и материально-техническая база
- Четыре учебных корпуса
- Морфологический корпус
- Лекционные залы, оборудованные телевизионными установками и видеотехникой
- Научная база на перевале «Туя-Ашуу»
- Столовая
- Шесть студенческих общежитий
- Профилакторий для студентов
- 54 учебные клинические базы и базы производственной практики
- Библиотека с книжным фондом свыше 500 тысяч экземпляров литературы и до 100 наименований периодических изданий
- Музей пластинации
- Ресурсный Центр со свободным доступом в Интернет и библиотекой мульти медиаресурсов по различным медицинским направлениям

## Научные исследования
- Центральная научно-исследовательская лаборатория
- Научное студенческое общество
- Совет молодых учёных
- Ежегодные международные конференции студентов и молодых учёных

## Студенческая жизнь
Отдел воспитательной работы:
- Золотая Середина
- Ежегодное «Посвящение в студенты»
- Студенческие фестивали «Звёздный час» и «Весна — Бишкек»
- Команда КВН «ДНК», «LCD».

Для иностранных студентов:
- Вечера дружбы
- Вечер русского языка
- Ознакомительные экскурсии

Студенческий Сенат:
- Сектор учебной работы
- Сектор научно-исследовательской работы
- Жилищно-бытовой сектор
- Сектор правопорядка
- Сектор спортивно-оздоровительной деятельности
- Сектор культурно-массовой работы
- Сектор информационного обеспечения

### Спортивные секции
Баскетбол, волейбол, настольный теннис, плавание, борьба греко-римская, национальная борьба «курош», дзюдо, штанга, лёгкая атлетика, футбол, тогуз-коргоол, ордо, шахматы, лечебная гимнастика.
Студия спортивных танцев «Авангард»

## Международное сотрудничество
КГМА им. И. К. Ахунбаева активно развивает международные связи с ведущими медицинскими университетами стран СНГ и дальнего зарубежья и имеет договора, соглашения и меморандумы о сотрудничестве с более чем 100 ВУЗами-партнёрами. Наиболее активное сотрудничество ведётся с вузами России, Китая, Казахстана, Узбекистана, Турции, Ирана, Европы и Южной Кореи через двусторонние соглашения и научно-образовательные проекты.
Активно ведётся работа по развитию программ академической мобильности для учащихся и преподавателей. Студенты КГМА участвуют в международных научно-практических конференциях, студенческих олимпиадах и фестивалях.
Студенты КГМА проходят производственную практику в Университете Эрзинджан (Турция), в вузах России и Казахстана, а также посещают Хэбэйский медицинский университет (Китай) с целью ознакомления.
КГМА им. И. К. Ахунбаева поддерживает тесные связи с представительствами международных организаций и программ, таких как Всемирная Организация Здравоохранения (ВОЗ), Фонд «Сорос-Кыргызстан», Германская Служба Академических Обменов DAAD, Открытый Медицинский Институт OMI, Национальный Офис Программы Европейского Союза Эразмус+, Кыргызско-Швейцарский проект «Реформы медицинского образования» (MER). В рамках данных сотрудничеств реализуется проектная и информационная деятельность КГМА.
КГМА им. И. К. Ахунбаева является членом Международной Ассоциации Университетов и ассоциированным членом Консорциума Университетов Овьедо (Испания), Каролинска (Швеция) и Никосия (Кипр) в рамках Магистерской Программы Эразмус Мундус (EMMPHID).
Координируется Управлением международных связей и включает:
- Расширение международных научных контактов
- Реализацию международных проектов по сотрудничеству

Партнёры КГМА имени И. К. Ахунбаева:
- Казахский национальный медицинский университет имени С. Д. Асфендиярова (2008)
- Университет Йон-Се, Вон-Джу, Южная Корея (2009)
- Итальянская торговая палата (2008)
- Республиканский центр семейной медицины МЗ Республики Таджикистан (с 2003)
- Клиника ручной, пластической и реконструктивной хирургии Цюрихского университета (с 2000)
- Кафедрой психологии университета штата Монтана, США (с 2003)
- Таджикский республиканский центр сестринского дела (с 2003)
- Туркменский государственный медицинский институт (с 2000)
- 2-й Ташкентский государственный медицинский институт (с 2001)
- Муданьзцянский медицинский институт КНР (с 2001)
- Международная Ассоциация Су Джок терапии (с 2001)
- Медицинская школа университета Невады и Центр медицинской науки университета Южной Флориды (с 2002)
- Шанкси Институт акупунктуры и моксибустиологии Китай (с 2003)
- Новосибирская государственная медицинская академия (с 2003)
- Меморандум о взаимопонимании между КГМА, АМСЗ (Американский союз здравоохранения) и Медицинской школой университета Невады (с 1999)
- Региональный ресурсный центр Германской службы академических обменов (ДААД)
- Американский ресурсный центр IREX
- ОФ «Молтур Коз» фонда Сорос-Кыргызстан по «Зальцбургским семинарам»
- Японский корпус добровольческого развития Японского агентства международного сотрудничества
- Международная ассоциация по медицинскому образованию (АМЕЕ)

Международные программы:
- Стипендиальная программа молодых лидеров в здравоохранении для обучения в магистратуре Медицинской школе университета Ногойи, спонсируемая Министерством образования, культуры, спорта, науки и технологии Японии.
- Стипендиальная программа для обучения и проведения научного исследования в университетах Швейцарии швейцарского бюро по сотрудничеству в Киргизской Республике
- Презентации стипендиальных программ IREX
- Стипендиальная программа Эдмунда Маски
- Конкурс JFDP для преподавателей и административных работников ВУЗов
- Зальцбургские медицинские семинары, финансируемые Американо-Австрийским фондом и Институтом открытого общества
- Стипендиальные программы Бишкекского ресурсного центра фонда Сорос-Кыргызстан
- Конкурс инновационных проектов в области медицины и биотехнологии корпорации МЕТА
- Летние курсы Школы повышения квалификации специалистов по медицинскому образованию, университета Маастрихт, Голландия
- Ежегодные Образовательные Ярмарки